# Танасије Милосављевић
Танасије Милосављевић (Брестовац, 1911 — Косјерић, 1941), члан СКОЈ−а, револуционар, командант Рачанске партизанске чете Ужичког партизанског одреда, учесник Народноослободилачке борбе.

## Биографија
Танасије Таса Милосављевић рођен је 1911. године у селу Брестовцу, срез Неготин у сиромашној породици. Отац Милен му је радио као рударски радник у Бору. 
Основну школу Танасије је завршио у родном Брестовцу, када га је као доброг ученика отац уписао у неготинску Гимназију. По завршетку ниже гимназије Танасије је школовање наставио у Учитељској школи у Неготину, па у Ужицу и Шапцу где је дипломирао 1931. године.
Војни рок је служуо у школи за резервне официре, а прву службу добија одмах после војске. Распоређен је за учитеља у селу Џидимирце, једном од најудаљенијих у тадашњем срезу Скопље. Ту се повезује са колегама и другим симпатизерима Комунистичке партије.
Године 1936. добија премештај у село Јеловик код Бајине Баште. Иако му је породица у оближњем селу Костојевићима, Танасије у Јеловику службује до 1941. 
Са почетком рата активно учествује у припремама за формирање првих јединица Народноослободилачког покрета, организује састанке са омладином, прикупља санитетски материјал, оружје, храну. Организује и једну партизанску чету са омладинцима из околине, а формира и Рачанску партизанску чету Ужичког партизанског одреда и постаје њен командир. Са овом четом учествује у борбама за ослобођење Чајетине, Ужица, Косјерића, Ваљева и другим борбама које су вођене око ужичке слободне територије.
Новембра 1941. заједно са још неколико другова заробили су га четници у близини Косјерића и као командира партизанске чете најстрашније мучили. Пре него што су га заклали, одсекли су му уши, извадили оба ока и на грудима урезали две петокраке звезде. Унакажена тела својих другова партизани су пренели у Ужице, где су сахрањени уз војне почасти, а том приликом је о неделима непријатеља говорио и Иво Лола Рибар. Посмртни остаци Танасија Тасе Милосављевића пренети су 1945. у заједничку костурницу партизанског Спомен гробља у Ужицу.